# Liptowskie Mury
Die Liptowskie Mury (slowakisch Liptovské múry) sind ein Bergmassiv in der Hohen Tatra in der Woiwodschaft Kleinpolen und Gemeinde Bukowina Tatrzańska (Polen) und Prešovský kraj und Stadt Vysoké Tatry (Slowakei) mit einer Maximalhöhe von 2172 m n.p.m. im Szpiglasowy Wierch. Auf dem Grat, der einen Teil des Hauptkamms der Tatra darstellt, verläuft die polnisch-slowakische Grenze.

## Lage und Umgebung
Unterhalb des Massivs liegen die Täler Temnosmrečinská dolina und Dolina Pięciu Stawów Polskich. Das Massiv grenzt im Gipfel Szpiglasowy Wierch an das Massiv der Szpiglasowa Grań im Osten und über den Bergpass Gładka Przełęcz an das Massiv der Świnica, konkret die Walentkowa Grań, im Westen. In älterem Schrifttum wurde der ganze Bergrücken von der Cubryna im Osten bis zur Świnica im Westen als Liptowskie Mury bezeichnet.
Der Kamm des Massivs verläuft von Osten nach Westen wie folgt:
- Gipfel Szpiglasowy Wierch (slowakisch Hrubý štít) – 2172 m
- Bergpass Wyżnia Liptowska Ławka (slowakisch Vyšná liptovská lávka) – 2055 m
- Gipfel Wyżni Kostur (slowakisch Vyšný kostúr) – 2083 m
- Bergpass Niżnia Liptowska Ławka (slowakisch Nižná liptovská lávka) – 2035 m
- Gipfel Niżni Kostur (slowakisch Nižný kostúr) – 2055 m
- Bergpass Czarna Ławka (slowakisch Čierna lávka) – 1968 m
- Bergrücken Kotelnica:
  - Gipfel Czarna Kotelnica (slowakisch Čierna Kotolnica) – 1963 m
  - Bergpass Niżnia Czarna Ławka (slowakisch Nižná Čierna lávka) – 1950 m
  - Gipfel Mała Kotelnica (slowakisch Malá Kotolnica) – 1974 m
  - Bergpass Niżnia Kotelnicowa Ławka (slowakisch Nižná kotolnicová lávka) – 1955 m
  - Gipfel Pośrednia Kotelnica (slowakisch Pośrednia Kotelnica) – 1980 m
  - Bergpass Pośrednia Kotelnicowa Ławka (slowakisch Prostredná kotolnicová lávka) – 1965 m
  - Gipfel Wielka Kotelnica (slowakisch Veľká Kotolnica) – 1987 m
  - Bergpass Wyżnia Kotelnicowa Ławka (slowakisch Vyšná kotolnicová lávka) – 1975 m
  - Gipfel Gładka Kotelnica (slowakisch Hladká Kotolnica) – 1990 m
  - Bergpass Gładka Ławka (slowakisch Hladká lávka) – 1965 m
- Gipfel Gładki Wierch (slowakisch Hladký štít) – 2065 m
- Bergpass Gładka Przełęcz (slowakisch Hladké sedlo) – 1994 m

## Etymologie
Der Name Liptowskie Mury (beziehungsweise Liptovské múry) lässt sich als Liptowskie Mauern oder Liptauer Mauern übersetzen. Der Name leitet sich von der Region Liptau (slowakisch Liptov) ab, zu der die Südhänge des Massivs gehören.

## Flora und Fauna
Die Liptowskie Mury sind ein Rückzugsgebiet für Gämsen, Murmeltiere und Steinadler. Man findet auf ihnen alpine Vegetation.

## Tourismus
Auf den Gipfel Szpiglasowy Wierch führt ein gelb markierter Wanderweg als Abzweigung des gelb markierten Wanderwegs Ceprostrada von der Berghütte Schronisko PTTK nad Morskim Okiem am Bergsee Meerauge. Der Bergpass Gładka Przełęcz ist von polnischer Seite über einen nicht markierten Wanderweg vom Tal Dolina Pięciu Stawów Polskich sowie über einen markierten Weg von der slowakischen Seite erreichbar. Auf dem Grat selbst verläuft derzeit kein Wanderweg. Er darf nicht ohne Genehmigung einer der Nationalparkverwaltungen begangen werden. In den 1930er Jahren gab es Pläne, die Ceprostrada über den Kamm der Liptowskie Mury und das Massiv der Świnica zu verlängern. Insbesondere Aleksander Bobkowski hat sich für die Verlängerung eingesetzt. Es wurde jedoch nur das erste Teilstück der Ceprostrada bis 1937 fertig gestellt. Schließlich hat der Ausbruch des Zweiten Weltkriegs die Pläne endgültig zunichtegemacht. Danach wurden sie nicht mehr aufgegriffen.

## Belege
- Zofia Radwańska-Paryska, Witold Henryk Paryski, Wielka encyklopedia tatrzańska, Poronin, Wyd. Górskie, 2004, ISBN 83-7104-009-1.
- Tatry Wysokie słowackie i polskie. Mapa turystyczna 1:25.000, Warszawa, 2005/06, Polkart, ISBN 83-87873-26-8.